# Harry Patch (In Memory Of)
Harry Patch (In Memory Of) — пісня англійського альтернативного рок-гурту Radiohead. Пісня є даниною пам'яті британському супердовгожителю Гаррі Патчу, останньому вцілілому солдату, який воював в окопах під час Першої світової війни. 5 серпня 2009 року Radiohead самостійно випустили її як сингл для завантаження за 1 фунт стерлінгів зі свого веб-сайту, а всі виручені кошти пожертвували Королівському Британському легіону. Пісня була перевидана як сингл у День пам'яті 2016 року з новим оформленням від давнього художника Radiohead Стенлі Донвуда.
Записана в абатстві незадовго до смерті Патча, пісня складається з вокалу Тома Йорка та струнного аранжування Джонні Ґрінвуда, без типового для Radiohead поєднання року та електронних інструментів. Текст пісні написаний з точки зору солдата Першої світової війни і включає змінені цитати Патча. Хоча реакція на пісню була загалом позитивною — багато критиків високо оцінили її зміст, інші критикували її як надто похмуру. Сім'я Патчів висловила своє схвалення змісту пісні та благодійному використанню гуртом виручених коштів.

## Запис
Згідно з дописом Йорка у блозі Radiohead Dead Air Space, «Harry Patch (In Memory Of)» був натхненний «дуже емоційним» інтерв'ю з Гаррі Патчем 2005 року в програмі Today на BBC Radio 4. Йорк писав, що «те, як він говорив про війну, справило на мене глибокий вплив». Пісня була записана наживо в абатстві, всього за кілька тижнів до смерті Патча, який помер 25 липня 2009 року у віці 111 років.

## Композиція
«Harry Patch (In Memory Of)» не має стандартного рок-інструментарію, натомість складається з вокалу Йорка та оркестрового струнного аранжування, створеного гітаристом Radiohead Джонні Ґрінвудом. Струнні починають пісню серією повторюваних арпеджованих нот, які продовжуються, коли починається спів Йорка. В середині пісні є бридж, описаний як «похмурий, делікатно лютий пік». Оглядач Pitchfork Марк Річардсон порівняв трек з композицією Ґевіна Брайарса 1971 року «Jesus' Blood Never Failed Me Yet» та «Адажіо для струнних» Самюела Барбера 1936 року. Критики з Rolling Stone, Вілледж войс та Дейлі телеграф порівнювали пісню з музикою Ґрінвуда до фільму Нафта; однак Джим Фузіллі з Волл-стріт джорнел вважав, що ці дві роботи «не мають жодної схожості». Андреа Райс з American Songwriter писала, що стиль пісні далекий від «будь-чого символічного для Radiohead».
Хоча Radiohead висловлювали антивоєнні настрої в минулому — включаючи внесок у благодійну збірку The Help Album 1995 року, для організації War Child, у пісні «Harry Patch (In Memory Of)» вперше в тексті пісні Radiohead прямо йдеться про війну, що знаменує собою відхід від типово абстрактного стилю Йорка. Кілька рядків, зокрема «Дайте вашим лідерам по пістолету, і нехай вони воюють самі» та «Наступною буде хімічна, але вони ніколи не навчаться», адаптовані з цитат Патча. Люк Льюїс з NME та Саймон Возік-Левінсон з Entertainment Weekly порівняли текст пісні з віршем Вілфреда Овена часів Першої світової війни Dulce et Decorum est. Райс назвала голос Йорка в пісні «невинним і юнацьким фальцетом»; NME писали, що його спів «приглушений до такої міри, що вам дійсно потрібно прочитати текст».

## Реліз
Прем'єра «Harry Patch (In Memory Of)» відбулася в програмі Today на BBC Radio 4 вранці 5 серпня 2009 року, за день до поховання Патча. Пісню можна було придбати пізніше того ж дня в онлайн-магазині Radiohead W.A.S.T.E. за 1 фунт стерлінгів, або 1,68 доларів США на момент релізу. Всі виручені кошти були передані Королівському Британському Легіону, благодійній організації, що підтримує тих, хто служить або служив у Збройних силах Великої Британії. Трек також можна було послухати в розділі Today на BBC Online, де він був розміщений разом з описом і текстом пісні. Ґрунтуючись на даних інтернет-трафіку сайту Radiohead, взятих з Alexa Internet, Кріс Салмон з Ґардіан припустив, що якби сингл вийшов у звичайному форматі, він, найімовірніше, увійшов би до першої десятки UK Singles Chart.
За словами Механа Джаясурія з PopMatters, нетрадиційний реліз пісні, здійснений «у класичній манері Radiohead». Джон Гарріса з Ґардіан писав: «Ласкаво просимо ще раз у майбутнє популярної музики: не потрібні ні альбоми, ні маркетингові кампанії, ні грандіозні анонси — лише пісня Radiohead, записана всього кілька тижнів тому, прем'єра якої відбулася у вчорашній програмі Today, а тепер її можна завантажити». Калеб Гарнінг з Wired відзначив «раптове створення» пісні та раптовий анонс альбому The King of Limbs як частину руху Radiohead до непередбачуваного графіку випуску нового матеріалу. У статті для The Quietus Віндем Воллес стверджував, що випуск треку відповідає ширшим тенденціям музичної індустрії до «миттєвого задоволення», започаткованим цифровим релізом попереднього альбому Radiohead In Rainbows.

## Відгуки
Критика сприйняла пісню загалом позитивно. Джим Фузіллі з Волл-стріт джорнел назвав її «майстерним досягненням», підкресливши «моторошний» вокал Йорка та «елегантне» аранжування Ґрінвуда, і зробив висновок, що «для Radiohead несподіванка — це не просто хитрість. Це новий підхід до сучасної музики, який часто захоплює». Ден Мартін з Ґардіан описав пісню як «пустельний плач над похмурими, кружляючими струнами, які наростають по ходу пісні» і написав, що «враховуючи урочистість теми, пісня показує Radiohead у їхньому найбільш стриманому і спокійному виконанні». Возік-Левінсон з Entertainment Weekly назвав пісню «чудовою антивоєнною баладою» і сказав, що «немає потреби говорити, що вона варта кожного фаната Radiohead, незалежно від курсу валют». NME назвав трек одним з десяти найкращих треків тижня і назвав його «елегійним», «зворушливим, повільним висловлюванням», яке «замість того, щоб проповідувати, […] просто констатує жахи війни, про які так зворушливо розповідав Патч».
Марк Річардсон оцінив пісню на сім балів з десяти в огляді Pitchfork і написав, що хоча її можна критикувати як «благородний, але невдалий експеримент, надто плаксивий і сентиментальний, навіть якщо на перший погляд вона гарна», «простота і невловимий вплив пісні, особливо у виконанні цього гурту, виявляються сильними сторонами». У пізнішій колонці Річардсон продовжить захищати пісню від звинувачень у надмірній сентиментальності та пояснюватиме емоційний успіх цієї пісні важкою темою — смертю: «Якби ці твори були пов'язані з думками про розставання з дівчиною, звільнення або наріканнями на холодну погоду чи будь-яку з мільйона інших життєвих трагедій, вони б не спрацювали, принаймні, не так, як зараз. Їм потрібна ця величезна вага [смерті] […] на іншому кінці, щоб збалансувати їх».
Похвала пісні не була одностайною. Роб Гарвілла з Вілледж войс написав, що в треку немає «нічого жахливого» і подумав, що «контраст між дельфінячим спокоєм Тома і словами на кшталт „Я бачив пекло на цій землі / Наступне буде хімічним / Але вони ніколи не навчаться“ може просто зіпсувати ваш обід».
Онук Патча, Роджер Патч, висловив схвалення своєї сім'ї, сказавши:
|  | Наша сім'я дуже зворушена тим, що Radiohead звернулися до своїх прихильників і особливо до молодого покоління через сингл, який перегукується з інтерв'ю Гаррі у 2005 році. Гаррі любив музику і був би на 100 відсотків за Radiohead у підвищенні обізнаності про страждання від конфлікту - не в останню чергу про його марність - у спосіб, який також може принести користь Легіону. Це чудова ідея, яку ми підтримуємо всім серцем. |

Голова Королівського Британського Легіону Пітер Клемінсон заявив: «Radiohead підхопили естафету від Гаррі Патча і тримають її високо. Radiohead використовує слова Гаррі, щоб нагадати нам про жахи війни, і ми вважаємо, що Гаррі був би задоволений».